# Stensjön (Järvsö socken, Hälsingland, 683673-154083)
Stensjön är en sjö i Ljusdals kommun i Hälsingland och ingår i Ljusnans huvudavrinningsområde. Sjön är 8,5 meter djup, har en yta på 0,534 kvadratkilometer och befinner sig 268,1 meter över havet. Stensjön ligger i Stensjön Natura 2000-område. Vid provfiske har abborre, gädda, lake och mört fångats i sjön.

## Delavrinningsområde
Stensjön ingår i det delavrinningsområde (683685-154143) som SMHI kallar för Utloppet av Stensjön. Medelhöjden är 292 meter över havet och ytan är 3,58 kvadratkilometer. Det finns inga avrinningsområden uppströms utan avrinningsområdet är högsta punkten. Vattendraget som avvattnar avrinningsområdet har biflödesordning 3, vilket innebär att vattnet flödar genom totalt 3 vattendrag innan det når havet efter 104 kilometer. Avrinningsområdet består mestadels av skog (76 procent). Avrinningsområdet har 0,54 kvadratkilometer vattenytor vilket ger det en sjöprocent på 15 procent.